# Willy Hendriks
Willy Hendriks (21 februari 1966) is een Nederlandse schaker en schrijver van schaakboeken. In 2001 werd hem door de FIDE de titel Internationaal Meester (IM) toegekend. Hendriks is werkzaam als schaaktrainer. Zijn eerste boek, Move First, Think Later werd in 2012 bekroond met de prestigieuze Book of the Year Award van de English Chess Federation (ECF) en kreeg een vertaling in het Italiaans. Zijn drie volgende boeken gaan over schaakgeschiedenis en de vraag hoe wij door die geschiedenis heen betere schakers zijn geworden.
In 1992 werd Hendriks clubkampioen van schaakclub Strijdt Met Beleid (SMB) in Nijmegen. In 2003 was hij actief op de Schaakdriedaagse te Apeldoorn. Hij verzorgde jarenlang een schaakrubriek in het dagblad de Gelderlander. Bahalve trainingen, geeft hij ook lezingen over schaken en speelt hij geregeld simultaan.